# Зарија Вујошевић
Зарија Вујошевић (Матагужи, код Подгорице, 20. март 1903 — Коњиц, фебруар 1943) био је учесник Народноослободилачке борбе и народни херој Југославије.

## Биографија
Рођен је 20. марта 1903. у селу Матагужима, код Подгорице. Потицао је из сиромашне сељачке породице. Основну школу је завршио у родном месту, а потом се бавио земљорадњом. После одслуженог војног рока, ступио је у жандармерију, у којој је остао до Априлског рата 1941. године.
Иако је био жандарм по занимању, приближио се радничком покрету. У годинама уочи рата често је помагао комунистима у пребацивању штампаног илегалног материјала, партијске технике, у преношењу разних обавештења. После Априлског рата и окупације Краљевине Југославије, активно се укључио у припреме за устанак. У Тринаестојулском устанку био је најпре борац герилског одреда у свом селу, а касније Матагушке партизанске чете.
Крајем новембра постао је борац Зетског батаљона Црногорског НОП одреда за операције у Санџаку и са њим 1. децембра 1941. учествовао у нападу на Пљевља. После те битке, остао је у Санџаку и ушао у састав Првог црногорског комбинованог батаљона Црногорско-санџачког НОП одреда, у коме је остао све до почетка марта 1942. године, када је тај Одред расформиран. Због јунаштва, које је исказао током напада на Пљевља, као и у каснијим борбама против Италијана и четника, код села Обаде, на Савином Лакту и на планини Лиси. Тих дана примљен је у чланство Комунистичке партије Југославије (КПЈ).
Почетком марта 1942. године, вратио се у Зету и ушао у састав Зетског партизанског батаљона. Убрзо потом, под притиском окупатора и четника, овај батаљон се повлачио ка Никшићкој жупи, где је, јуна 1942. године, ушао у састав Прве чете Четвртог батаљона Пете пролетерске црногорске ударне бригаде. Нешто касније, Заријa је постао командир вода у у својој чети.
Често је исказивао изванредно јунаштво. Његова чета је постигла многе успехе захваљујући воду којим је командовао. Приликом напада на Прозор, за време Четврте непријатељске офанзиве, његов вод је добио задатак да ватром неутралише велики непријатељски бункер, који се налазио на споју Пете црногорске и Прве далматинске ударне бригаде, али не и да заузима тај бункер, јер су били мали изгледи за успех. Чим је отпочео напад, Зарија је вештим маневром успео да се приближи бункеру и да га уништи.
Погинуо је крајем фебруара 1943. године, приликом напада на Коњиц, не желећи да се повуче са положаја који је тешко освојен.
За народног хероја проглашен је, међу првим борцима Народноослободилачке борбе, 30. априлa 1943, одлуком Врховног штаба НОВ и ПОЈ, а на предлог партијске организације Четвртог батаљона Пете црногорске ударне бригаде. У „Билтену Врховног штаба” бр 23-27. о његовом проглашењу за народног хероја пише:
На основу ријешења Врховног штаба даје се назив народног хероја другу Зарији Вујошевићу, воднику у Првој чети Четвртог батаљона Пете црногорске бригаде, који се у току свих борби кроз двије године истицао својим јунаштвом и оданошћу народној борби. Друг Вујошевић био је жандарм у бившој Југославији, али је од првог дана пришао народној борби, у којој је дао свој живот за слободу народа. Друг Вујошевић погинуо је херојском смрћу у борби код Коњица фебруара мјесеца ове године.